# Prunella
Prunella es un género de plantas herbáceas fanerógamas de la familia Lamiaceae. Tiene ocho especies, alguna conocida por su uso en medicina herbaria. Naturales de Europa, Asia y América del Norte, siendo hierbas comunes del césped. Prosperan en tierra húmeda, creciendo rápidamente para cubrirla.

## Descripción
Son hierbas perennes, rizomatosas, no aromáticas, pelosas, con los tricomas simples. Hojas simples, con los márgenes enteros, serrados, laciniados a pinnatífidos, pecioladas o rara vez sésiles. Inflorescencias espiciformes en verticilastros, terminales, ovoides, globosas o cilíndricas, los verticilastros generalmente con 6 flores, las brácteas subyacentes anchas, condensadas. Flores bisexuales y estaminadas estériles, zigomorfas, brevemente pediceladas a sésiles, con diminutas bractéolas subyacentes o las bractéolas ausentes. Cáliz tubular a campanulado, 2-labiado, 5-lobado, el labio inferior bífido la 1/2 a 2/3 de su longitud, los lobos curvados hacia arriba y encerrando la garganta del cáliz fructífero, el labio superior más o menos truncado con 3 lobos cortos, bífido. Corola púrpura, azul, color crema o blanca; tubo infundibuliforme o dilatado en un lado, constricto en la garganta, anular por dentro. Frutos en nuececillas ovoides a oblongas, apicalmente redondeadas o apiculadas, glabras, mucilaginosas. Tiene un número de cromosomas de 2n = 28, 30, 32

## Propiedades
Se caracteriza por su poder antibacteriano y antiséptico, utilizándose para tratar cortes e inflamaciones de la piel.

## Taxonomía
El género fue descrito por Carlos Linneo y publicado en Species Plantarum 2: 600. 1753. La especie tipo es: Prunella vulgaris L. 
Etimología
Prunella: el nombre genérico deriva de una palabra alemana para «anginas», una enfermedad que se trataba con esta planta.

## Especies
- Prunella albanica Pénzes
- Prunella asiatica Nakai
- Prunella grandiflora (L.) Scholler
- Prunella hastifolia
- Prunella hispida Bentham
- Prunella hyssopifolia L.
- Prunella japonica Makino
- Prunella laciniata (L.) L.
- Prunella orientalis Bornm.
- Prunella vulgaris L.